# Sonja Lund
Sonja Margareta Lund, ogift Karlsson, född 29 mars 1942 i Stockholm, är en svensk dansare och skådespelare. 
Lund debuterade som filmskådespelare i några av Peter Weiss tidiga filmer. Som dansare har hon varit engagerad vid flera av Stockholms teatrar, bland annat vid Dramaten och Oscarsteatern. Hon medverkade i Oscarsteaterns internationella turnéversionen av West Side Story, på TV medverkade hon i Ingmar Bergmans Trollflöjten 1974. 
Som skådespelare har hon bland annat varit engagerad vid Stockholms Stadsteater och Wasa Teater i Finland. Hon var under 1970-talet med om bildandet av Turteatern. Under 1980- och 1990-talen har hon engagerat sig i regionalt teaterarbete, såväl inom Riksteatern och Unga Riks som på olika landsortsscener. Hon har även varit verksam som teaterregissör och koreograf.
Sonja Lund var gift 1967–1975 med regissören Christian Lund (1943–2007). Hon är mor till Matz Karlsson (född 1964) och skådespelaren Regina Lund (född 1967).

## Teater

### Roller (ej komplett)
| År   | Roll           | Produktion                                               | Regi       | Teater                    |
| ---- | -------------- | -------------------------------------------------------- | ---------- | ------------------------- |
| 1962 | Balettflicka 3 | Tre valser Oscar Straus, Paul Knepler och Armin Robinson | Ivo Cramér | Oscarsteatern             |
| 2007 |                | Spöksonaten August Strindberg                            |            | Strindbergs Intima Teater |

## Filmografi (i urval)
- 1959 – Sängkammartjuven
- 1964 – Äktenskapsbrottaren
- 1964 – Wild West Story
- 1968 – Huset vid gränsen
- 1975 – Trollflöjten
- 1978 – Kvinnoborgen
- 1984 – Polisen som vägrade ge upp
- 1990 – Honungsvargar